# Il coltello in testa
Il coltello in testa (Messer im Kopf) è un film del 1978 diretto da Reinhard Hauff.

## Riconoscimenti
- 1980 - National Board of Review
  - Candidatura al National Board Review Award ai migliori film stranieri
- 1979 - Deutscher Filmpreis
  - Miglior fotografia a Frank Brühne
  - Filmband in Silber
- 1979 - Bambi
  - Migliore attore a Hans Christian Blech